# 906 Repsolda

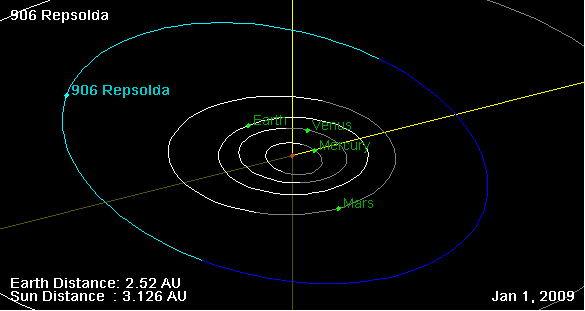
906 Repsolda

906 Repsolda eller 1918 ET är en asteroid i huvudbältet, som upptäcktes 30 oktober 1918 av den tyska astronomen Friedrich Karl Arnold Schwassmann i Bergedorf. Den är uppkallad efter Johann Georg Repsold.
Asteroiden har en diameter på ungefär 65 kilometer.